# Pluskwowate
Pluskwowate (Cimicidae) – rodzina owadów z rzędu pluskwiaków, podrzędu różnoskrzydłych i infrarzędu Cimicomorpha. Obejmuje około 90 opisanych gatunków, będących krwiopijnymi ektopasożytami ssaków, (w tym człowieka) i ptaków. Występujące u nich urazowe zaplemnienie hemoceliczne doprowadziło do konfliktu płci i wyewoluowania u samic struktur anatomicznych, ograniczających jego negatywne skutki. W zapisie kopalnym znane są od cenomanu w kredzie. Niektóre gatunki odpowiedzialne są za duże straty ekonomiczne, głównie w gałęziach hotelarstwa, wynajmu mieszkań i drobiarstwa.

## Morfologia

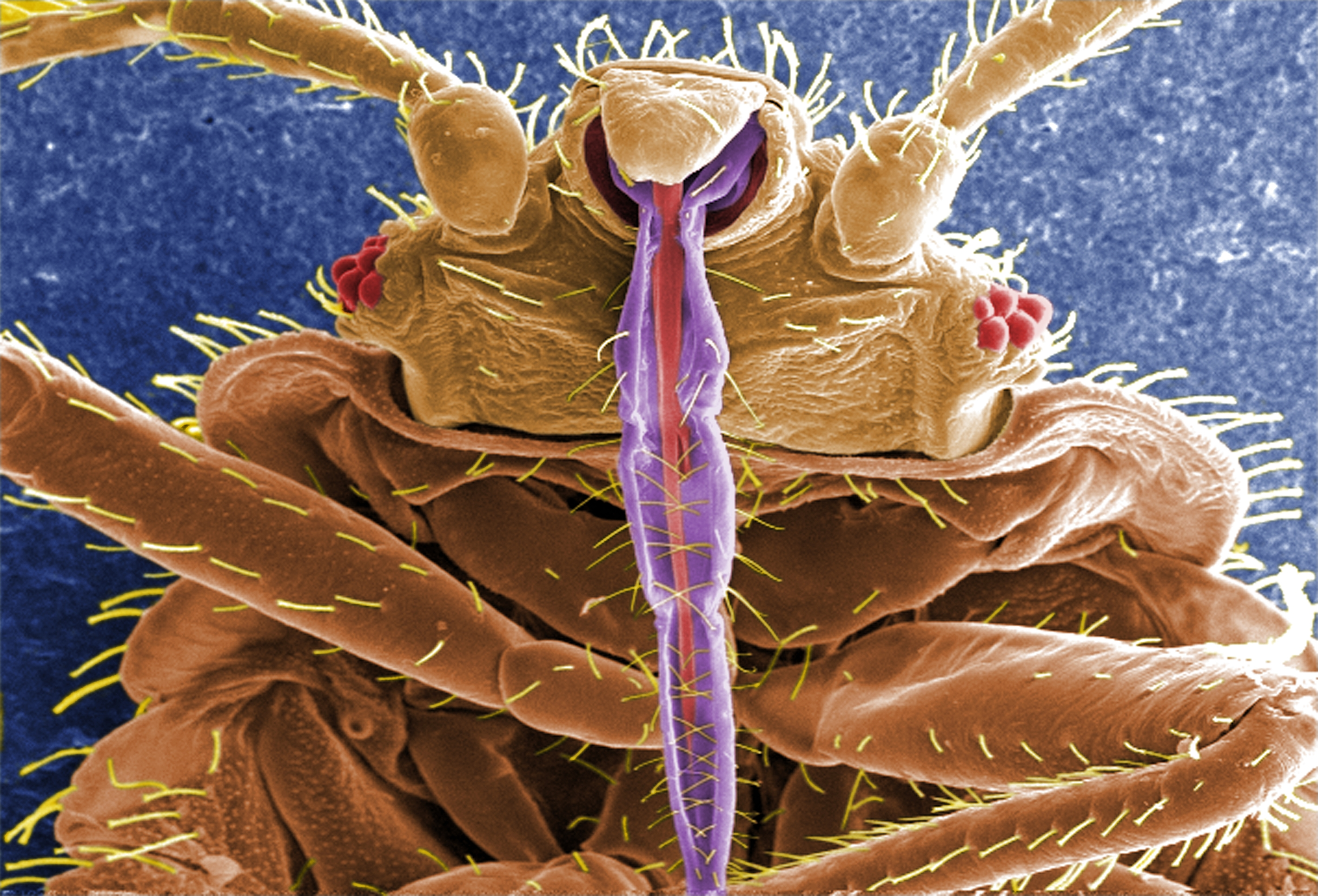
Obraz SEM spodu przedniej części ciała pluskwy domowej; kłujka zabarwiona na fioletowo

Pluskwiaki te mają małe, silnie spłaszczone, w zarysie jajowate lub okrągłe ciała długości od 4 do 12 mm. Ciało ma zdolność do znacznego nabrzmiewania po przyjęciu pokarmu; może wówczas też ciemnieć. Głowa ich wyposażona jest w rozszerzony przedustek oraz umieszczone w znacznym oddaleniu od przedniej krawędzi przedplecza, stosunkowo małe, zbudowane z niewielu omatidiów i ku bokom wyłupiaste oczy złożone, natomiast pozbawiona jest przyoczek. Aparat gębowy cechuje się krótką jamą przedgębową (bukalną) oraz stosunkowo krótką, sięgającą do okolicy bioder przedniej pary odnóży kłujką, zbudowaną z 4 członów, z których pierwszy jest silnie zredukowany, a pozostałe podobnych długości. Przedplecze ma silnie wklęśniętą krawędź przednią i mocno rozszerzone i zaokrąglone krawędzie boczne. Przednia para skrzydeł (półpokrywy) zredukowana jest do formy niefunkcjonalnych klapek, sięgających co najwyżej do drugiego tergitu odwłoka, natomiast skrzydeł tylnej pary brak jest zupełnie. Zatułów wyposażony jest w gruczoły zapachowe o nieparzystych zbiornikach i gruczole dodatkowym. Ich wydzielina uchodzi w rowkach na metapleurach. Ponadto gruczoły zapachowe obecne są na przednich brzegach czwartego, piątego i szóstego segmentu odwłoka. Przetchlinki odwłoka występują tylko na steritach segmentów od drugiego do siódmego; brak ich na segmencie nasadowym. Samce mają zbudowane z siedmiu płatów jądra oraz asymetryczne genitalia o pygoforze umieszczonym na odwłoku wierzchołkowo, a błoniastej wezyce włączonej w skład lewej paramery, która zmodyfikowana jest w narząd kopulacyjny. Samice mają płytkowate pokładełko i pozbawione są spermateki.

## Biologia i ekologia

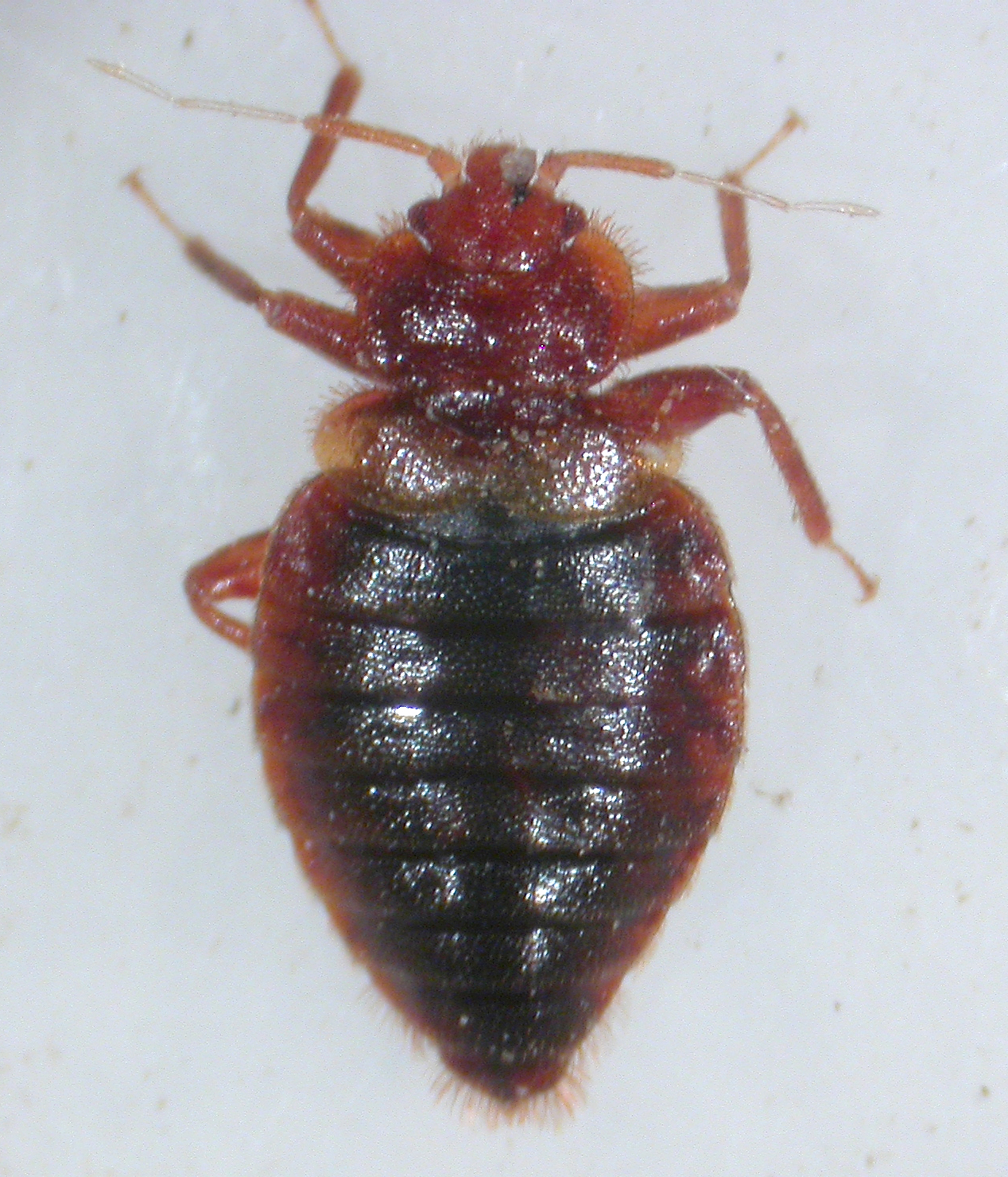
Cimex dissimilis, pasożytujący na nietoperzach

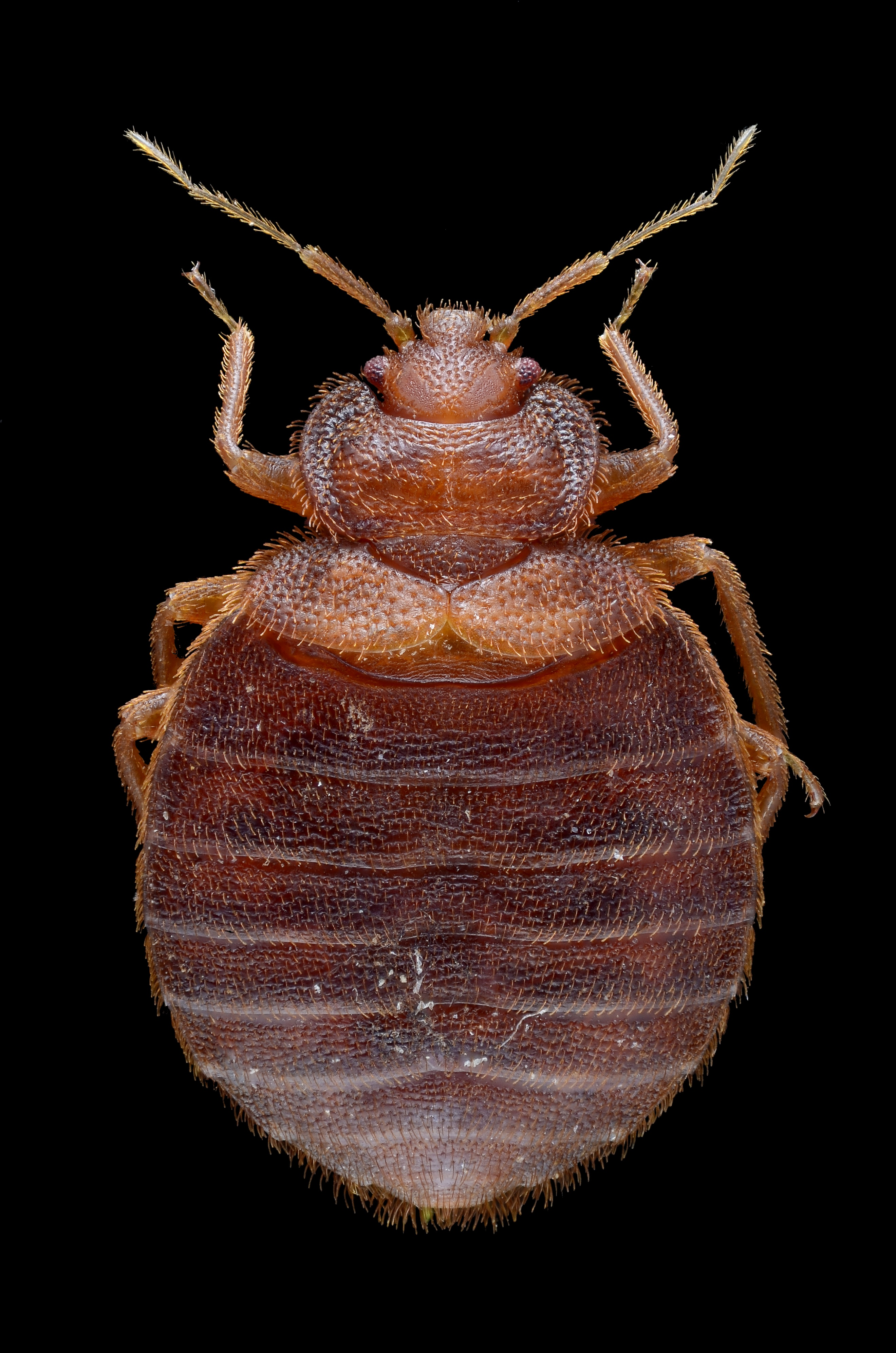
Dorosła samica pluskwy domowej

### Pożywienie i zachowanie
Wszystkie pluskwiaki z tej rodziny są obligatoryjnymi, krwiopijnymi (hematofagicznymi) ektopasożytami kręgowców stałocieplnych – ssaków i ptaków. Większość gatunków żeruje na nietoperzach, zwłaszcza mroczkowatych i molosowatych. Spośród ptaków najwięcej gatunków związanych jest z jaskółkowatymi i jerzykowatymi. Na człowieku żeruje polifagiczna i synantropijna pluskwa domowa, a w cieplejszym klimacie także Cimex hemipterus. Oba te gatunki żerują także na ptakach i nietoperzach, a w warunkach laboratoryjnych na królikach i gryzoniach. Pasożytem człowieka jest też Leptocimex boueti. W przypadku braku właściwego żywiciela człowiek może padać również ofiarą innych gatunków, np. Cimex adjunctus.
Ofiary pluskwowatych są zwierzętami towarzyskimi, tworzącymi kolonie w zamkniętych miejscach (jaskinie, budynki), co umożliwia pasożytom zmienianie osobników gospodarzy. Pluskwowate wchodzą na ciało żywicieli tylko celem ssania pokarmu i starają się przebywać na nim jak najkrócej. Wyszukują gospodarzy za pomocą bodźców termicznych i zapachowych, odbieranych przez receptory na czułkach. Żerowanie odbywa się głównie w okolicach dobrze ukrwionych, pozbawionych okrywy piór czy włosów. W przypadku nietoperzy są to skrzydła, stopy i prącie, w przypadku ptaków nasady nóg i okolice oczu, natomiast u ludzi atakowane są głównie kończyny, plecy i twarz. Większość gatunków wychodzi na żer co 3–7 dni, przy czym na częstotliwość tę ma wpływ tempo trawienia, temperatura otoczenia i dostępność żywiciela. W czasie jednego żerowania zasysana jest krew o masie wynoszącej 130–200% masy owada. W trawieniu krwi udział biorą nierozpoznane jeszcze symbiotyczne mikroorganizmy bytujące głównie w parzystych narządach, zwanych mycetomami.
Przerwy między żerowaniami pluskwiaki te spędzają w ukryciu, najczęściej w pobliżu miejsca bytowania gospodarza. Gromadzą się wówczas, tworząc agregacje złożone z osobników różnych płci i stadiów rozwojowych. Zajmują one zwykle kilka centymetrów powierzchni. Ich powstawanie indukowane jest substancją emitowaną przez osobniki dorosłe oraz przez mechaniczną stymulację receptorów na czułkach sąsiadujących osobników.

### Rozród

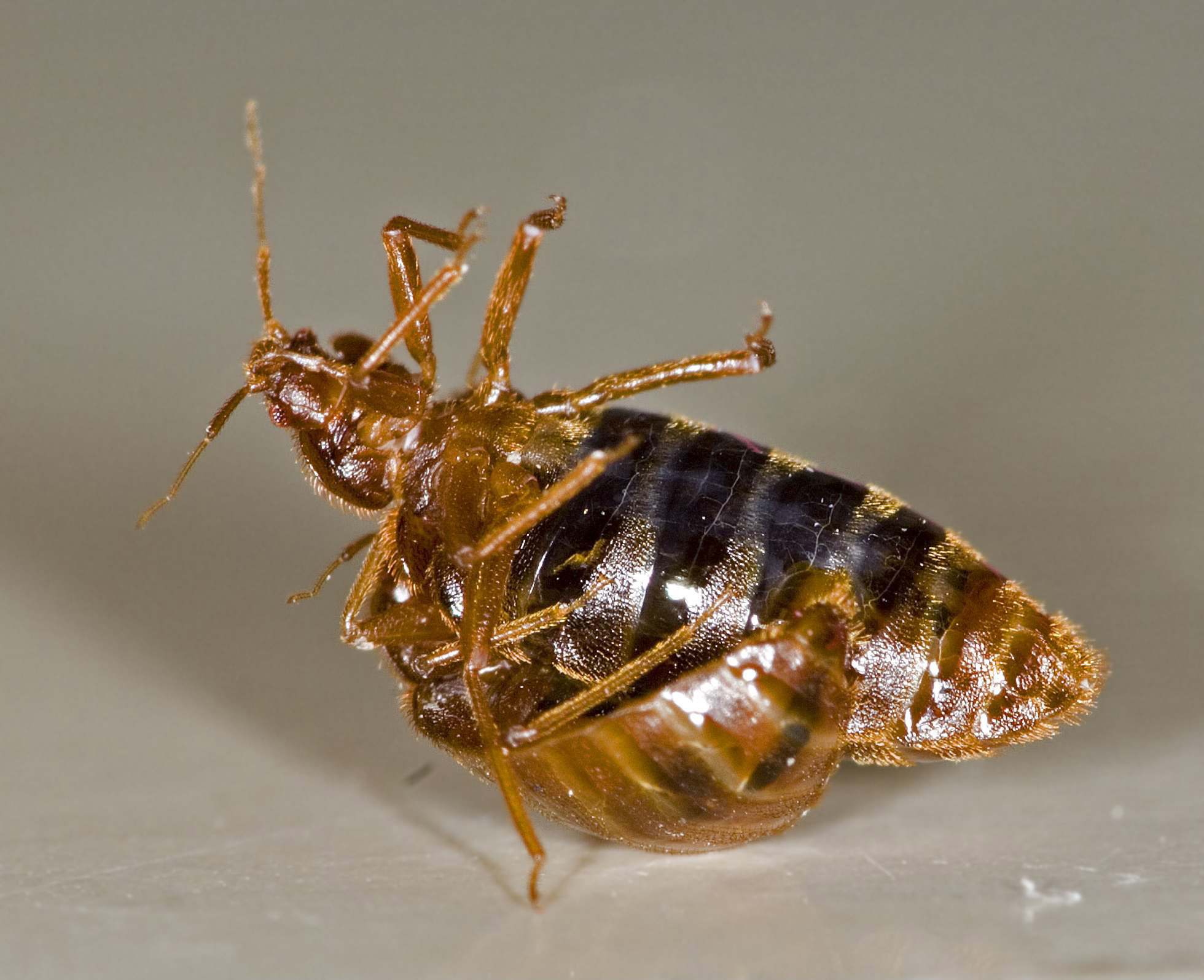
Urazowe zaplemnienie hemoceliczne u pluskwy domowej. Samiec (na dole) przebija ścianę odwłoka samicy (na górze)

Wprowadzenie plemników do ciała samicy ma u pluskwowatych charakter urazowy. Samiec przebija ścianę odwłoka samicy za pomocą zmodyfikowanej paramery i wstrzykuje nasienie do jamy ciała (hemocelu). Taki uszkadzający ścianę ciała sposób zaplemnienia określa się jako zaplemnienie hemoceliczne. Występuje ono również u niektórych pokrewnych rodzin należących do Cimicoidea: Polyctenidae, Lyctocoridae i części dziubałkowatych.
Uszkodzenia powstające w czasie takiego stosunku mogą znacząco skrócić czas życia samicy (nawet o 50%), przyczyniać się do infekcji lub wręcz mieć skutki śmiertelne, zwłaszcza po wielu zaplemnieniach. Pojawiający się tu konflikt płci (antagonizm seksualny) doprowadził w obrębie rodziny do ewolucyjnego wyścigu zbrojeń między samcami i samicami. O ile u prymitywniejszych form do penetracji ściany ciała samicy może dojść w wielu miejscach odwłoka, o tyle u samic większości gatunków wyewoluowały specjalne struktury zwane spermaleges lub organa Berlesei, redukujące koszty związane z zabliźnianiem ran oraz ryzykiem infekcji. Zewnętrzna z nich, ectospermalege, ma pochodzenie ektodermalne i występuje najpowszechniej. Ma ona postać nabrzmiałości przy krawędzi piątego segmentu odwłoka, zaopatrzonej w rowek, który nakierowuje narząd kopulacyjny samca na miejsce w błonie pleuralnej. Po stosunku miejsce to zabliźnia się przy pomocy tkanki ziarninowej, która powstaje w epidermie i migruje do rany. Zwykle bezpośrednio poniżej ectospermalege leży kieszonkowate, przyczepione do wewnętrznej ściany odwłoka mesospermalege o pochodzeniu mezodermalnym. To do niego narząd kopulacyjny samca wstrzykuje nasienie w formie wiązek. Ruchliwość i agregowanie się nasienia jest następnie indukowane przez wstrzyknięty wraz z nim płyn (mesadenal fluid) wydzielony przez samcze gruczoły dodatkowe. W przeciągu średnio 4 godzin plemniki opuszczają mesospermalege przez conductor lobe, a te, które do niego nie trafią, zostają zniszczone przez układ odpornościowy samicy: sfagocytowane przez hematocyty i zaatakowane przez lizosomy. W mesospermalege lub jego pobliżu leżą tracheole dostarczające plemnikom tlen. Po opuszczeniu mesospermalege plemniki wędrują wzdłuż gradientu tlenu ku parzystym narządom zwanym seminal conceptacles (wyewoluowanym z przekształcenia torebki kopulacyjnej i spermateki) i tam ulegają ponownej agregacji. W podróży tej plemnikom towarzyszą hematocyty, ale funkcja tego zjawiska nie została poznana. We wspomnianych narządach plemniki bywają przechowywane przez okres 35–50 dni, a nawet przez całą zimę w przypadku związanych z ptakami wędrownymi gatunków hibernujących i składających jaja dopiero wiosną. Zasysanie krwi przez samicę powoduje przemieszczanie się plemników przez spermody (kanaliki hemolimfatyczne w ścianie jajowodu) ku jajnikom, gdzie mogą one zapłodnić jaja lub obumrzeć. U  pozbawionych mesospermalege gatunków ectospermalege może się łączyć bezpośrednio z jajnikami. Wówczas nasienie nie jest przenoszone przez hemolimfę i nie wywołuje odpowiedzi układu odpornościowego samicy.
Gotowe do kopulacji samce podchodzą do wszelkich poruszających się obiektów wielkości pluskwy. Wejść mogą na grzbiet zarówno najedzonej samicy, jak i samca, ale ta druga sytuacja zdarza się rzadziej. Samiec jest w stanie rozpoznać samicę, która niedawno kopulowała, a wówczas objętość wstrzykiwanego nasienia jest przez niego ograniczana o 75%. Mimo tego zostaje on ojcem około 68% potomstwa. W warunkach laboratoryjnych, po zmniejszeniu liczby samic, obserwuje się u różnych gatunków stosunki homoseksualne, które zwykle kończą się śmiercią osobnika zaplemnianego. Wyjątkiem jest tu rodzaj Afrocimex, u którego stosunki homoseksualne występują w warunkach naturalnych. Doprowadziło to wyewoluowania ectospermalege u samców, nieco różniących się strukturą od tych typowych dla samic. Część samic z tego rodzaju wykształca jednak ectospermalege o budowie samczej, co zmniejsza częstotliwość ich zaplemniania i jest przykładem mimikry płciowej. Obserwowano również u pluskwowatych stosunki międzygatunkowe w obrębie danego rodzaju. Kończyły się one śmiercią lub znacznym uszczupleniem długości życia osobnika zaplemnianego wskutek bardzo silnej reakcji jego układu odpornościowego na obce nasienie.

### Wrogowie i obrona
Głównymi drapieżnikami pluskwowatych są pająki, ale polują na nie również zaleszczotki, solfugi, niektóre roztocze, larwy motyli z rodziny omacnicowatych, pluskwiaki z rodziny zajadkowatych, mrówki oraz gryzonie. Do niebezpiecznych dlań patogenów należy grzyb kropidlak żółty oraz bakterie z rodzaju Serratia – oba efektywnie niszczą kolonie pluskiew w warunkach laboratoryjnych.
W celach obronnych zaniepokojone, zaatakowane lub zranione pluskwowate stosują wydzielinę gruczołów zapachowych, zawierającą feromony alarmowe. Ich woń powoduje rozpierzchnięcie się osobników, jak również może odstraszyć napastnika.

## Rozprzestrzenienie
Rodzina kosmopolityczna, ale większość gatunków występuje w strefie tropikalnej i subtropikalnej. W Polsce stwierdzono 4 gatunki: pluskwę domową, Cimex columbarius,
C. dissimilis i  Oecianus hirundinis.

## Znaczenie ekonomiczne i medyczne
Gatunki żerujące na człowieku przyczyniają się do wielomilionowych strat w przemyśle hotelarskim, wynajmie mieszkań i w mieszkaniach prywatnych, związanych z dezynsekcją, wymianą zasiedlonej infrastruktury, utratą reputacji i wypłatą odszkodowań. Konsekwencje zdrowotne żerowania pluskiew zwykle ograniczone są do dyskomfortu wywołanego skórną reakcją alergiczną (u części ludzi ona nie występuje) oraz stresu psychicznego. W ciele pluskiew mogą znajdować się cząstki zakaźne niektórych bakterii i wirusów, ale nie są one przenoszone na człowieka.
Duże straty ekonomiczne wywołują też gatunki występujące na fermach drobiu, jak pluskwa domowa czy Haematosiphon inodorus, co ma związek z reakcjami alergicznymi pracowników, zwiększonym zapotrzebowaniem na paszę, niższą produkcją jaj przez zainfekowane osobniki oraz zmniejszeniem wartości jaj wskutek obecnych na nich kropek z odchodów pluskiew.
Przenoszenie patogenów przez pluskwy zostało wykryte tylko w dwóch przypadkach – arbowirusów przenoszonych na jaskółkowate przez Oecianus vicarius oraz świdrowca amerykańskiego przenoszonego na nietoperze. W drugim przypadku pierwotniaki nie były jednak już w stanie się rozmnażać i nie wywoływały choroby.

## Systematyka
Do rodziny tej należy około 90 opisanych gatunków zgrupowanych w 26 rodzajach i 6 podrodzinach:
- podrodzina: Afrocimicinae Usinger, 1966
  - Afrocimex Schouteden, 1951
- podrodzina: Cacodminae Kirkaldy, 1899
  - Aphrania Jordan & Rothschild, 1912
  - Cacodomus Stål, 1873
  - Crassicimex Ferris & Usinger, 1957
  - Leptocimex Roubaud, 1913
  - Loxaspis Rothschild, 1912
  - Stricticimex Ferris & Usinger, 1957
- podrodzina: Cimicinae Latreille, 1802
  - Bertilia Reuter, 1913
  - Cimex Linnaeus, 1758
  - Oeciacus Stål, 1873
  - Paracimex Kiritshenko
  - Propicimex Usinger, 1966
- podrodzina: Haematosiphoninae Jordan & Rothschild, 1912
  - Acanthocrios Del Ponte and Riesel, 1758
  - Alayocimex Hernandez y Cruz
  - Caminicimex Usinger
  - Cimexopsis List, 1925
  - Cyanolicimex Carpintero, Di Iorio, Masello and Turienzo, 2010
  - Haematosiphon Champion, 1900
  - Hesperocimex List, 1925
  - Ornithocoris Pinto, 1927
  - Psitticimex Usinger, 1966
  - Synxenoderus List, 1925
- podrodzina: Latrocimicinae Usinger, 1966
  - Latrocimex Lent, 1941
- podrodzina: Primicimicinae Ferris & Usinger, 1955
  - Bucimex Usinger, 1963
  - Primicimex Barber, 1941
- podrodzina: incertae sedis
  - †Quasicimex Engel, 2008

W zapisie kopalnym rodzinę reprezentuje tylko jeden znany gatunek: Quasicimex eilapinastes, odnaleziony w bursztynie pochodzącym z wczesnego cenomanu w kredzie.